# Cuatto Volley Giaveno 2011-2012
Questa voce raccoglie le informazioni riguardanti il Cuatto Volley Giaveno nelle competizioni ufficiali della stagione 2011-2012.

## Organigramma societario
Area direttiva
- Presidente: Claudio Ricci

Area tecnica
- Allenatore: Bruno Napolitano
- Allenatore in seconda: Stefano Caire
- Addetto statistiche: Omar Capuzzo

Area sanitaria
- Medico: Giorgia Micheletti
- Preparatore atletico: Silvano Cosentini
- Fisioterapista: Fabrizio Roberi, Jacopo Salerno

## Rosa
| N° | Nome                  | Ruolo | Data di nascita   | Nazionalità sportiva |
| -- | --------------------- | ----- | ----------------- | -------------------- |
| 1  | Federica Mastrodicasa | C     | 5 febbraio 1988   | Italia               |
| 3  | Valentina Cester      | S     | 29 marzo 1988     | Italia               |
| 5  | Nikola Šenková        | S     | 10 aprile 1989    | Rep. Ceca            |
| 7  | Ilaria Angelelli      | P     | 17 giugno 1986    | Italia               |
| 8  | Michela Molinengo     | L     | 4 luglio 1978     | Italia               |
| 9  | Ramona Aricò          | S/O   | 30 ottobre 1985   | Italia               |
| 10 | Alice Coatti          | S     | 4 marzo 1989      | Italia               |
| 11 | Nicoletta Luciani     | C     | 22 novembre 1979  | Italia               |
| 12 | Stefania Corna        | P     | 5 ottobre 1990    | Italia               |
| 13 | Tiziana Veglia        | C     | 13 settembre 1992 | Italia               |
| 14 | Heike Beier           | S     | 9 dicembre 1983   | Germania             |
| 15 | Marina Cvetanović     | S     | 14 febbraio 1986  | Slovenia             |

## Risultati

### Serie A2

#### Girone di andata
| 1ª giornata - 8 ottobre 2011 PalaBaslenga, Casalmaggiore              | Casalmaggiore       | 2 - 3 | Cuatto Giaveno | 24-26, 25-21, 23-25, 27-25, 10-15 |
| 2ª giornata - 16 ottobre 2011 Palazzetto dello Sport, Giaveno         | Cuatto Giaveno      | 3 - 2 | Terre Verdiane | 21-25, 25-17, 29-27, 25-22, 15-7  |
| 3ª giornata - 23 ottobre 2011 PalaRota, Mercato San Severino          | Rota                | 1 - 3 | Cuatto Giaveno | 25-16, 21-25, 19-25, 21-25        |
| 4ª giornata - 30 ottobre 2011 Palazzetto dello Sport, Giaveno         | Cuatto Giaveno      | 3 - 0 | Loreto         | 25-19, 25-17, 25-15               |
| 5ª giornata - 6 novembre 2011 PalaRomiti, Forlì                       | Forlì               | 0 - 3 | Cuatto Giaveno | 17-25, 23-25, 7-25                |
| 6ª giornata - 13 novembre 2011 PalaMacchitella, San Vito dei Normanni | San Vito            | 1 - 3 | Cuatto Giaveno | 19-25, 25-23, 14-25, 23-25        |
| 7ª giornata - 20 novembre 2011 Palazzetto dello Sport, Giaveno        | Cuatto Giaveno      | 3 - 1 | Santa Croce    | 26-24, 25-19, 23-25, 25-14        |
| 8ª giornata - 27 novembre 2011 Palazzetto dello Sport, Giaveno        | Cuatto Giaveno      | 3 - 0 | Time Matera    | 25-14, 25-19, 25-22               |
| 9ª giornata - 4 dicembre 2011 PalaScoppa, Soverato                    | Soverato            | 0 - 3 | Cuatto Giaveno | 19-25, 15-25, 20-25               |
| 10ª giornata - 8 dicembre 2011 Palazzetto dello Sport, Giaveno        | Cuatto Giaveno      | 2 - 3 | Crema          | 28-26, 26-24, 23-25, 18-25, 14-16 |
| 11ª giornata - 11 dicembre 2011 PalaSchiavo, Battipaglia              | Pontecagnano Faiano | 1 - 3 | Cuatto Giaveno | 25-23, 21-25, 25-27, 14-25        |
| 12ª giornata - 18 dicembre 2011 Palazzetto dello Sport, Giaveno       | Cuatto Giaveno      | 3 - 1 | IHF            | 25-18, 25-22, 20-25, 25-22        |
| 13ª giornata - 26 dicembre 2011 PalaBusnago, Busnago                  | Busnago             | 3 - 1 | Cuatto Giaveno | 25-21, 18-25, 25-22, 25-16        |
| 14ª giornata - 8 gennaio 2012 Palazzetto dello Sport, Giaveno         | Cuatto Giaveno      | 3 - 0 | Verona         | 25-23, 25-23, 26-24               |
| 15ª giornata - 15 gennaio 2012 PalaPozzillo, Sala Consilina           | Antares             | 0 - 3 | Cuatto Giaveno | 22-25, 16-25, 22-25               |

#### Girone di ritorno
| 16ª giornata - 22 gennaio 2012 Palazzetto dello Sport, Giaveno  | Cuatto Giaveno | 3 - 0 | Casalmaggiore       | 25-21, 25-16, 25-18               |
| 17ª giornata - 29 gennaio 2012 PalaLiabel, Salsomaggiore Terme  | Terre Verdiane | 0 - 3 | Cuatto Giaveno      | 22-25, 18-25, 19-25               |
| 18ª giornata - 5 febbraio 2012 Palazzetto dello Sport, Giaveno  | Cuatto Giaveno | 3 - 0 | Rota                | 25-21, 25-23, 25-15               |
| 19ª giornata - 11 febbraio 2012 PalaSerenelli, Loreto           | Loreto         | 3 - 0 | Cuatto Giaveno      | 25-23, 25-19, 25-20               |
| 20ª giornata - 19 febbraio 2012 Palazzetto dello Sport, Giaveno | Cuatto Giaveno | 3 - 0 | Forlì               | 25-17, 25-19, 25-13               |
| 21ª giornata - 26 febbraio 2012 Palazzetto dello Sport, Giaveno | Cuatto Giaveno | 3 - 0 | San Vito            | 25-15, 25-13, 25-21               |
| 22ª giornata - 11 marzo 2012 PalaParenti, Santa Croce sull'Arno | Santa Croce    | 0 - 3 | Cuatto Giaveno      | 21-25, 22-25, 23-25               |
| 23ª giornata - 18 marzo 2012 PalaSassi, Matera                  | Time Matera    | 0 - 3 | Cuatto Giaveno      | 16-25, 17-25, 23-25               |
| 24ª giornata - 25 marzo 2012 Palazzetto dello Sport, Giaveno    | Cuatto Giaveno | 3 - 1 | Soverato            | 25-16, 21-25, 25-12, 25-12        |
| 25ª giornata - 1º aprile 2012 PalaBertoni, Crema                | Crema          | 3 - 2 | Cuatto Giaveno      | 22-25, 25-27, 26-24, 29-27, 15-8  |
| 26ª giornata - 7 aprile 2012 Palazzetto dello Sport, Giaveno    | Cuatto Giaveno | 3 - 2 | Pontecagnano Faiano | 25-14, 25-19, 23-25, 21-25, 17-15 |
| 27ª giornata - 15 aprile 2012 Palazzetto dello sport, Frosinone | IHF            | 3 - 2 | Cuatto Giaveno      | 25-15, 18-25, 25-14, 23-25, 15-12 |
| 28ª giornata - 22 aprile 2012 Palazzetto dello Sport, Giaveno   | Cuatto Giaveno | 2 - 3 | Busnago             | 25-22, 12-25, 25-22, 24-26, 6-15  |
| 29ª giornata - 25 aprile 2012 PalaGeorge, Montichiari           | Verona         | 0 - 3 | Cuatto Giaveno      | 16-25, 20-25, 22-25               |
| 30ª giornata - 29 aprile 2012 Palazzetto dello Sport, Giaveno   | Cuatto Giaveno | 3 - 0 | Antares             | 25-20, 25-17, 25-19               |

### Coppa Italia di Serie A2

#### Fase a eliminazione diretta
| Semifinali - 3 marzo 2012 Palazzetto dello Sport, Giaveno      | Cuatto Giaveno | 0 - 3 | Crema          | 20-25, 21-25, 20-25        |
| Finale 3º posto - 4 marzo 2012 Palazzetto dello Sport, Giaveno | Santa Croce    | 3 - 1 | Cuatto Giaveno | 22-25, 25-23, 25-13, 25-22 |